# Memoriał Mariana Rosego 1986
Memoriał Mariana Rosego 1986 – 13. edycja turnieju żużlowego, który miał na celu upamiętnienie polskiego żużlowca Mariana Rosego, który zginął tragicznie w 1970 roku, odbyła się 20 lipca 1986 roku w Toruniu. Turniej wygrał Christer Karlsson.

## Wyniki
- Toruń, 20 lipca 1986

| Msc. | Zawodnik              | Klub         | Pkt |  |  |
| ---- | --------------------- | ------------ | --- |  |  |
| 1    | Christer Karlsson     | Szwecja      | 14  |  |  |
| 2    | Zenon Kasprzak        | Leszno       | 13  |  |  |
| 3    | Grzegorz Dzikowski    | Gdańsk       | 12  |  |  |
| 4    | Andrzej Huszcza       | Zielona Góra | 11  |  |  |
| 5    | Wiesław Pawlak        | Zielona Góra | 9   |  |  |
| 6    | Stefan Tietz          | Toruń        | 9   |  |  |
| 7    | Tommy Lindgren        | Szwecja      | 8   |  |  |
| 8    | Stanisław Miedziński  | Toruń        | 8   |  |  |
| 9    | Grzegorz Śniegowski   | Toruń        | 7   |  |  |
| 10   | Roman Jankowski       | Leszno       | 6   |  |  |
| 11   | Eugeniusz Miastkowski | Toruń        | 6   |  |  |
| 12   | Henry Kroeze          | Holandia     | 5   |  |  |
| 13   | Mirosław Berliński    | Gdańsk       | 5   |  |  |
| 14   | Henk Steman           | Holandia     | 4   |  |  |
| 15   | Juha Kankilla         | Finlandia    | 2   |  |  |
| 16   | Sándor Szanyi         | Węgry        | 1   |  |  |